# Nursultan Ruziboev
Nursultan Ruziboev (uzb. Nursulton Ruziboev Dilshodbek ugli, geboren am 19. November 1993 in der Region Andijan, Usbekistan) ist ein usbekischer professioneller Mixed-Martial-Arts-Kämpfer und professioneller Boxer, der im Mittelgewicht antritt. Er wurde am 19. November 1993 in Usbekistan in der Region Andijan in der Stadt Shahrihon in normalem familiärem Umfeld geboren. Er hat 2 Brüder und eine Schwester. Sein Bruder Mashrabjon Ruziboev ist ebenfalls professioneller Mixed-Martial-Arts-Kämpfer.

## Frühe sportliche Karriere
Im Alter von 11 Jahren begann er bis 2012 Jahre Karate zu trainieren. Aufgrund der finanziellen Situation der Familie verließ er das Land und ging zum Arbeiten nach Russland. Nach einem Jahr kam er zurück und begann an Hand-Hand Combat Turnieren teilzunehmen.

## Mixed martial arts karriere
2014 bestritt er seinen ersten Mixed-Martial-Arts-Debütkampf gegen den Russen Shamil Rafikov bei Alash Pride. Er gewann seinen ersten Kampf mit Submission (Rear-Naked Choke). Er kämpfte unter großen Mixed-Martial-Arts-Organisationen wie Gorilla Fighting Championships, WEF Global,  Brave FC, Octagon Promotions, Open Fighting Championship,  Alash Pride  und AFC Fight.

## Kampfstatistik
| Ergebnis      | Gegner               | Ort                                                                   | Datum      |
| ------------- | -------------------- | --------------------------------------------------------------------- | ---------- |
| Sieg          | Pavel Masalski       | WEF Global 17 and Kingdom Professional Fight NWPA                     | 2022-04-10 |
| Sieg          | Luciano Contini      | Octagon Promotion & U1 -Octagon 27                                    | 2022-02-19 |
| Sieg          | Eduard Arustamyan    | OFC 14 - Open Fighting                                                | 2021-12-12 |
| Sieg          | Alexander Dolotenko  | Bellator 14                                                           | 2021-09-25 |
| Sieg          | Alex de Paula        | OFC 10 - Open Fighting                                                | 2021-09-12 |
| Sieg          | Ibrahim Mane         | Brave CF47                                                            | 2021-03-11 |
| Sieg          | Bogdan Kotlovyanov   | OFC 2 - Open Fighting                                                 | 2021-02-20 |
| Sieg          | Maksym Soroka        | WFCA - Andijan Mayor Cup                                              | 2021-01-10 |
| Niederlage    | Boris Miroshnichenko | ProFC 66 - Professional Fighting                                      | 2019-12-22 |
| Sieg          | Artem Shokalo        | GFC 20 - Gorilla Fighting 20                                          | 2019-11-23 |
| Sieg          | Leonid Antonov       | PCT - Professional Combat Turon 4                                     | 2019-09-22 |
| Niederlage    | Murad Ramazanov      | Gorets FC - For The Prizes Of V. Zolotov                              | 2019-07-06 |
| Niederlage    | Oleg Dadonov         | Hooligan Fight Show - Battle for Tula 3                               | 2018-12-21 |
| Sieg          | Marcos Yoshio Souza  | WEF 67 - WEF Global 14: Arzalet Cup                                   | 2018-11-10 |
| Sieg          | Andrey Seledtsov     | Hooligan Fight Show - Battle for Tula 2                               | 2018-09-28 |
| Niederlage    | Kiamrian Abbasov     | WFCA 50 - Emelianenko vs. Johnson                                     | 2018-08-18 |
| Sieg          | Robert Li            | AFCA / Fight Club 777 - Tournament 777                                | 2018-03-08 |
| Sieg          | Sultan Kiyalov       | Alash Pride FC - Alash Pride                                          | 2018-04-14 |
| Sieg          | Erzhan Kenzhegulov   | Legion Fighting Championship - Universal Battle 1                     | 2018-02-08 |
| Sieg          | Igor Bayer           | WFCA 44 - Grozny Battle                                               | 2017-12-17 |
| Unentschieden | Erbolot Omurzakov    | WEF 44 - WEF Global 10                                                | 2017-11-22 |
| Sieg          | Ahmad Dzhanchuraev   | AFC / Ratiborets - Ambitions Fighting Championship 21 / Ratiborets 11 | 2017-11-18 |
| Sieg          | Seytbek Talant       | Zhekpe Zhek - Asian Cup                                               | 2017-11-03 |
| Sieg          | Artem Kazbanov       | City Innovative Technologies / Sech Pro - GIT Crimea 2017             | 2017-09-23 |
| Sieg          | Almanbet Nuraly      | WEF 38 - WEF Global 9                                                 | 2017-09-08 |
| Sieg          | Magomed Abdulvagabov | FNG - Fight Nights Global 73                                          | 2017-09-04 |
| Niederlage    | Dzhokhar Duraev      | ACB 68 - Young Eagles 21                                              | 2017-08-26 |
| Unentschieden | Eler Narmurzaev      | Legion Fighting Championship - Universal Battle Among Professional    | 2017-07-30 |
| Sieg          | Aylchi Sultanali     | WEF 35 - WEF Selection 11: Akbars Cup                                 | 2017-07-02 |
| Sieg          | Ramazan Gimbatov     | AFCA / Fight Club 777 - Fight Show 777                                | 2017-05-20 |
| Sieg          | Arman Alimov         | AFCA / Fight Club 777 - Fight Show 777                                | 2017-05-20 |
| Sieg          | Artem Reznikov       | AFCA / Fight Club 777 - Fight Show 777                                | 2017-05-20 |
| Sieg          | Suyarbek Saifov      | TFC Danghara 2016 - Battle for the Title of Ismoil Somoni 5           | 2016-11-27 |
| Niederlage    | Daniyar Abdibaev     | WEF 6 - Grand Prix 2016                                               | 2016-10-22 |
| Sieg          | Vladimir Katykhin    | N1 Pro Nomad MMA - Asian Fighter Tournament 2016                      | 2016-10-02 |
| Sieg          | Orzubek Seytimbetov  | Asian Fighting Championship Akhmat 2 - Battle in Samarkand            | 2015-12-24 |
| Niederlage    | Anvar Chergesov      | Seven Fight Promotion - Seven Fight 2015                              | 2015-06-19 |
| Sieg          | Islam Yashaev        | ACB 17 - Grand Prix Berkut 2015 Stage 4                               | 2015-05-02 |
| Sieg          | Rakhmanberdi Tologon | WEF - World Ertaymash Federation 2                                    | 2015-03-15 |
| Sieg          | Elshon Muhtarov      | Alash Pride - Royal Plaza Volume 2                                    | 2015-01-24 |
| Sieg          | Shahvalat Yusubov    | R1 Uzbekistan - Grand Prix Heavyweights                               | 2015-01-23 |
| Sieg          | Aziz Ibragimov       | Alash Pride - Selection 6                                             | 2014-12-25 |
| Niederlage    | Daniyar Babakulov    | Alash Pride - Royal Plaza Volume 1                                    | 2014-12-13 |
| Sieg          | Kiamrian Abbasov     | Alash Pride - Selection 5                                             | 2014-10-26 |
| Sieg          | Shamil Rafikov       | Alash Pride - Selection 4                                             | 2014-08-16 |

## Professionelle boxing
Im Jahr 2022 beschloss Ruziboev, seine professionelle Boxkarriere zu beginnen, und er gewann seinen ersten Kampf gegen Bakhrom Payazov mit TKO. Die professionelle Boxveranstaltung in Taschkent, Usbekistan, im Sportpalast Yunusabad.